# Beaumont-du-Gâtinais
Beaumont-du-Gâtinais település Franciaországban, Seine-et-Marne megyében. Lakosainak száma 1136 fő (2022. január 1.). Beaumont-du-Gâtinais Auxy, Boësses, Bromeilles, Échilleuses, Gaubertin, Sceaux-du-Gâtinais és Gironville községekkel határos.

## Népesség
A település népességének változása:
| Lakosok száma | 1167 | 1160 | 1175 | 1180 | 1188 | 1194 | 1175 | 1155 | 1136 |
|               | 2013 | 2015 | 2016 | 2017 | 2018 | 2019 | 2020 | 2021 | 2022 |